# Rosularia jaccardiana
Rosularia jaccardiana là một loài thực vật có hoa trong họ Crassulaceae. Loài này được (Maire & Wilczek) H. Ohba miêu tả khoa học đầu tiên năm 1978.